# Kosjerić
Kosjerić (serbisch-kyrillisch Косјерић) ist eine Stadt und eine Gemeinde im Westen Serbiens im Okrug Zlatibor. Die Gemeinde hat 10.175 Einwohner, die Stadt selbst 3.723 (Stand 2022). Das Gemeindegebiet umfasst 359 Quadratkilometer mit 26 Dörfern, die meist in den Flusstälern liegen, obwohl es auch Ansiedlungen in den Bergen auf Höhenlagen von mehr als 1000 Metern gibt.

## Geographie
Die Stadt liegt an der Straße zwischen der Vojvodina und Belgrad im Osten und der Adria im Westen. Die Stadt befindet sich nahe den Touristengebieten in den Bergen: Divčibare und Zlatibor. Sie liegt zu Füßen der Drmanovina- und Crnokosa-Berge.

## Ortschaften in der Gemeinde
| - Bjeloperica - Brajkovići - Cikote - Donja Pološnica - Drenovci - Dubnica - Galovići - Godečevo - Godljevo - Gornja Pološnica - Kosjerić - Kosjerić (selo) - Makovište | - Mionica - Mrčići - Mušići - Paramun - Radanovci - Rosići - Ruda Bukva - Seča Reka - Ševrljuge - Skakavci - Stojići - Subjel - Tubići - Varda |

## Belege
1. ↑  citypopulation.de: Kosjerić, Gemeinde in Bezirk Zlatibor